# Грабовська сільська рада (Краснопільський район)
Грабо́вська сільська́ ра́да — колишній орган місцевого самоврядування у Краснопільському районі Сумської області. Адміністративний центр — село Грабовське.

## Загальні відомості
- Населення ради: 752 особи (станом на 2001 рік)

## Населені пункти
Сільській раді були підпорядковані населені пункти:
- с. Грабовське
- с. Високе

## Склад ради
Рада складалася з 12 депутатів та голови.
- Голова ради: Стадниченко Володимир Іванович
- Секретар ради: Марченко Ольга Іванівна

### Керівний склад попередніх скликань
| Прізвище, ім'я, по батькові    | Основні відомості                                                 | Дата обрання | Дата звільнення |
| ------------------------------ | ----------------------------------------------------------------- | ------------ | --------------- |
| Стадніченко Володимир Іванович | Сільський голова, 1962 року народження, безпартійний              | 26.03.2006   | 31.10.2010      |
| Стадниченко Володимир Іванович | Сільський голова, 1962 року народження, освіта вища, безпартійний | 31.10.2010   |                 |

Примітка: таблиця складена за даними сайту Верховної Ради України